# Montalto Pavese
Montalto Pavese je obec (comune) v provincii Pavia v regionu Lombardie v Itálii. Nachází se přibližně 50 kilometrů jižně od města Milán a přibližně 25 kilometrů jižně od města Pavia. V roce 2004 žilo v obci 941 obyvatel a rozloha činila 19,1 km².
Obec Montalto Pavese sousedí s následujícími obcemi: Borgo Priolo, Borgoratto Mormorolo, Calvignano, Lirio, Montecalvo Versiggia, Mornico Losana, Oliva Gessi, Pietra de' Giorgi, Rocca de' Giorgi a Ruino. Jedná se o rodnou obec Luigiho Gattiho, slavného restauratéra, který je známý především jako manažer restaurace À la Carte na lodi RMS Titanic a který byl jednou z mnoha obětí potopení lodi.